# Vicentico
Vicentico, pseudonimo di Gabriel Julio Fernández Capello (Buenos Aires, 24 luglio 1964), è un cantante, musicista e compositore argentino.

## Biografia
Cofondatore e cantante della band argentina Los Fabulosos Cadillacs assieme a Flavio Cianciarulo, ha fatto parte del gruppo dal 1985 fino al 2002, quando ha intrapreso la carriera da solista.
Sposato con l'attrice Valeria Bertucelli, ha due figli, suo Alfredo Rodolfo Bufano, poeta argentino, era nato a Cisternino da emigranti italiani giunti in Argentina alla fine dell'800.

## Discografia
- Vicentico (2002)
- Los Rayos (2004)
- Los pájaros (2006)
- Sólo un momento (2010)
- 5 (2012)
- Último acto (2014)

## Filmografia
- 1000 Boomerangs (1995)
- Silvia Prieto (1999)
- Los guantes mágicos (2003)
- El otro (2007)